# Kaloger
Kaloger z Sycylii (ur. w Chalkedoni, zm. ok. 485 na Sycylii) – eremita, święty Kościoła katolickiego.
Pochodzący z Konstantynopola Kaloger pielgrzymował do Rzymu, a po odwiedzeniu grobu św. Piotra zamieszkał w pobliżu Sciacca na Sycylii. Tam na Monte Gemmariaro (obecnie Monte Kronio) wiódł pustelnicze życie do śmierci. Brak pism zawierających szczegóły jego życia, jednak kult świętego jest bardzo popularny na Sycylii i stał się elementem miejscowego folkloru.
Jego wspomnienie liturgiczne obchodzone jest 18 czerwca.